# گرین اسپات (آریزونا)
گرین اسپات (به انگلیسی: Green Spot) یک منطقهٔ مسکونی در ایالات متحده آمریکا است که در آریزونا واقع شده‌است. گرین اسپات ۲٬۰۸۹ متر بالاتر از سطح دریا واقع شده‌است.